# Limski dokument
Limski dokument ili „Krštenje, euharistija, ministerij“ naziv je za dokument koji je objavilo Povjerenstvo „Vjera i ustrojstvo“ Svjetskoga vijeća Crkava u Limi 1982. godine.
Kao što kaže naziv dokumenta, govori o trostrukoj sakramentalnoj temi.
Na osnovi ovoga teksta nastala je tzv. ekumenska Limska liturgija.

### Članci
- Vukšić, Tomo. 2010. Svjetsko vijeće crkava i pitanje Euharistije na temelju “Limskoga dokumenta”. Vrhbosnensia. Univerzitet u Sarajevu – Katolički bogoslovni fakultet. Sarajevo. 14 (2): 317–339